# Japan Football League 1995
Estadísticas de la temporada 1995 de la Japan Football League.

## Desarrollo
El campeón fue Fukuoka Blux, por lo que ascendió a Primera División. Por otra parte, salió subcampeón Kyoto Purple Sanga, quien también ganó su derecho a disputar la J. League.
Brummell Sendai, el futuro Vegalta Sendai, y Fukushima F.C. subieron a la JFL para esta temporada.

## Tabla de posiciones
| Pos. | Equipo                 | Pts. | PJ | G  | GPP | PP | P  | GF | GC | Dif. | Ascenso                    |
| ---- | ---------------------- | ---- | -- | -- | --- | -- | -- | -- | -- | ---- | -------------------------- |
| 1    | Fukuoka Blux (C, P)    | 72   | 30 | 24 | 0   | 0  | 6  | 83 | 25 | +58  | Ascendido a J. League 1996 |
| 2    | Kyoto Purple Sanga (P) | 70   | 30 | 18 | 5   | 1  | 6  | 74 | 38 | +36  | Ascendido a J. League 1996 |
| 3    | Tokyo Gas              | 61   | 30 | 19 | 1   | 1  | 9  | 66 | 35 | +31  |                            |
| 4    | Tosu Futures           | 60   | 30 | 13 | 6   | 3  | 8  | 47 | 37 | +10  |                            |
| 5    | Otsuka Pharmaceutical  | 57   | 30 | 17 | 2   | 0  | 11 | 53 | 28 | +25  |                            |
| 6    | Vissel Kobe            | 55   | 30 | 16 | 2   | 1  | 11 | 53 | 36 | +17  |                            |
| 7    | Honda                  | 49   | 30 | 14 | 2   | 1  | 13 | 58 | 42 | +16  |                            |
| 8    | Toshiba                | 46   | 30 | 14 | 1   | 1  | 14 | 46 | 55 | −9   |                            |
| 9    | Ventforet Kofu         | 43   | 30 | 11 | 3   | 1  | 15 | 54 | 54 | 0    |                            |
| 10   | NEC Yamagata           | 41   | 30 | 8  | 5   | 2  | 15 | 45 | 47 | −2   |                            |
| 11   | Cosmo Oil              | 36   | 30 | 7  | 4   | 3  | 16 | 27 | 47 | −20  |                            |
| 12   | Fujitsu                | 34   | 30 | 10 | 1   | 1  | 18 | 45 | 61 | −16  |                            |
| 13   | Fukushima F.C.         | 33   | 30 | 7  | 4   | 0  | 19 | 24 | 67 | −43  |                            |
| 14   | NTT Kanto              | 31   | 30 | 8  | 1   | 4  | 17 | 34 | 63 | −29  |                            |
| 15   | Brummell Sendai        | 27   | 30 | 6  | 3   | 0  | 21 | 40 | 79 | −39  |                            |
| 16   | Seino Transportation   | 26   | 30 | 4  | 4   | 2  | 20 | 27 | 62 | −35  |                            |

 Fuente: 1995 JFL Final Standings
Criterios de clasificación: 1) puntos; 2) diferencia de goles; 3) número de goles marcados; 4) resultados entre los equipos en cuestión.